# 利茲納河
利茲納河（烏克蘭語：Лізна），是烏克蘭的河流，位於該國東部，屬於傑爾庫爾河的左支流，發源自韋謝列，流經盧甘斯克州，河道全長19公里，流域面積229平方公里。